# Дресирування собак для сторожової служби

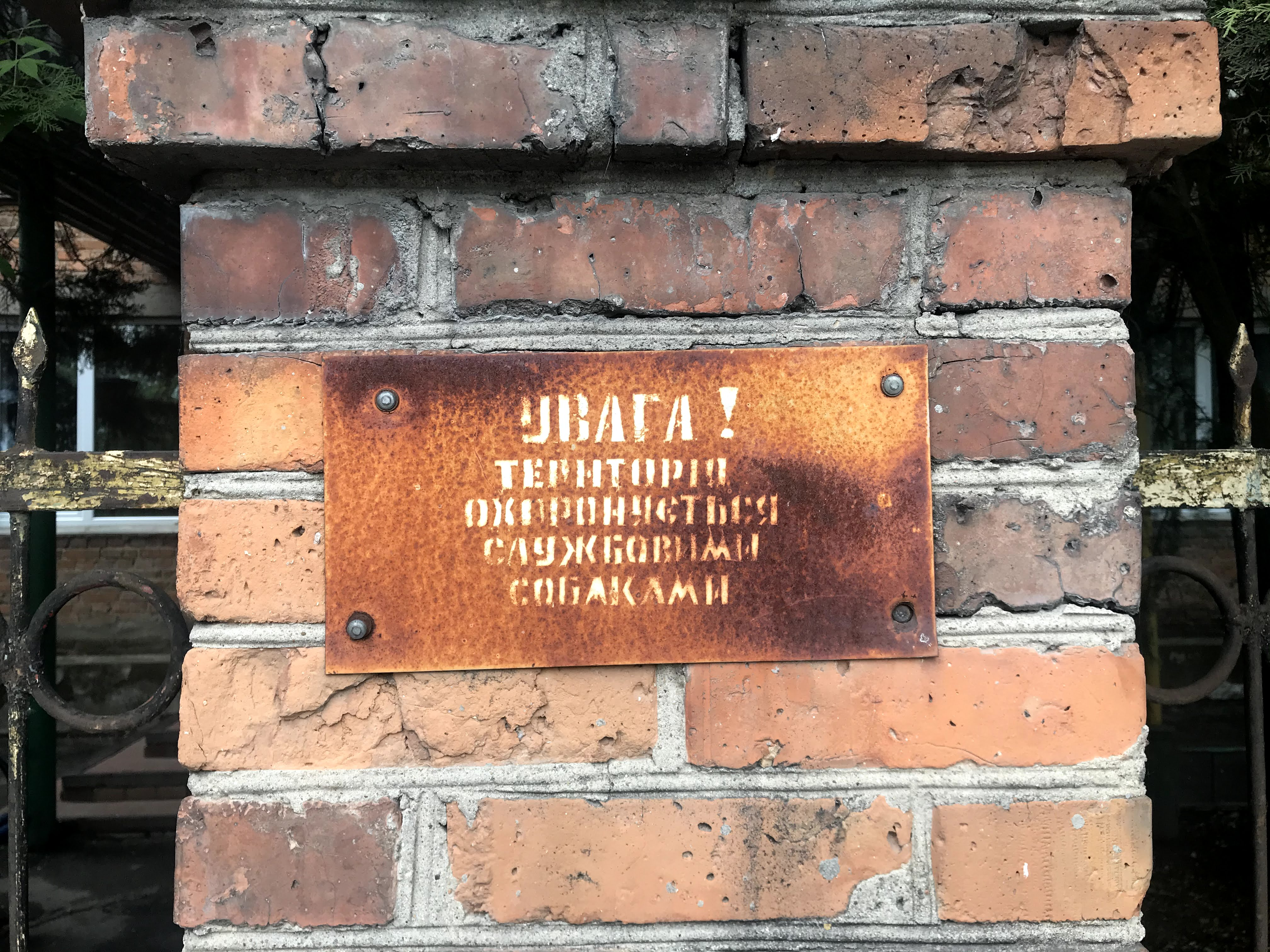
Старий знак-попередження про охорону території службовими собаками

Сторожові собаки призначені для своєчасного сповіщення своєю поведінкою (настороженістю, прагненням рухатися вперед, але без гавкання чи скавучання) про появу сторонніх людей, для їх затримання і конвоювання, а також розшуку людей по свіжих слідах.
Для сторожової служби найпридатніша східноєвропейська (німецька) вівчарка, але можуть використовуватися собаки й інших порід — ердельтер'єр, наприклад. Собаки, відібрані для дресирування, повинні бути середнього або вище від середнього зросту, мати гострий зір, добрий нюх і слух, середню збуджуваність.
Від дресирувальника сторожової собаки вимагаються велика витримка і швидка реакція на поведінку собаки. Дресирувальник повинен ретельно інструктувати перед кожним заняттям своїх помічників. Також слід частіше їх міняти.
Виробляти спеціальні навички слід після того, як у собаки буде встановлено добрий контакт із дресирувальником, вироблено навички руху поруч із дресирувальником, а також навички на команди «До мене!», «Сидіти!», «Апорт!», «Фу!».
Виховання сміливості, навички захисту дресирувальника (господаря) проводяться за методикою дресирування собак для захисно-караульної служби. Треба лише мати на увазі, що розвиток агресивності в собак, призначених для сторожової служби, має відбуватися з урахуванням особливостей їхньої поведінки. Собак злостивих не рекомендується багато дресирувати з розвитку агресивності, оскільки в них згодом, під час вироблення навичок несення сторожової служби, буде складно виробити витримку (не гавкати при наближенні сторонніх людей тощо).
У собак незлих, флегматичних агресивність треба розвивати більше, щоб на цій основі можна було успішно привчити їх до пошуку людини за її запахом, затримання цієї людини і захисту хазяїна від нападу.

## Пошук людини по сліду
Сторожові собаки повинні бути підготовлені до відпрацьовування «гарячих» запахових слідів людей (слідів давністю до 1 години). Методика вироблення цієї навички така сама, як і при підготовці розшукових собак.
Наприкінці курсу дресирування відпрацьовування слідів поєднують з іншими прийомами спеціального дресирування. Наприклад, спочатку собаку пускають на обшук місцевості для виявлення запахового сліду, далі він його відпрацьовує, затримує людину і зрештою конвоює її. Таке дресирування наближає підготовку сторожових собак до реальних умов їх подальшої служби.